# George Augustus Holmes
George Augustus Holmes (Peckham, 10 de maig de 1861 - 26 de novembre de 1943) fou un compositor anglès. Per espai de vint-i-tres anys (1880-1903) fou organista de Saint George de Camberwell, i des de 1887 fou director d'exàmens del Reial Col·legi de Música de Londres. A més de gran nombre de composicions per a piano va publicar entre altres moltes obres dedicades a l'ensenyança:
- Academic Manual of the Rudiments of Music (1899),
- Manual of Musical History (1899),
- Historical Chronology of Music (1900),
- Musical Forms: Their History and Chief Composers (1901),
- Standard Studies for Pianoforte (1901-04),
- Standard Studies for Violin (1901-04),
- Technical Training for the Pianoforte (1901-04),
- Academic Manual of Harmony Together with Questions and Exercises (1911-12) amb Frederick J. Karn